# Interstate 10
Interstate 10 – amerykańska autostrada międzystanowa znajdująca się w południowej części kraju. Zaczyna się w Jacksonville, a kończy w Los Angeles. Przebiega przez stany:
- Floryda,
- Alabama,
- Missisipi,
- Luizjana,
- Teksas,
- Nowy Meksyk,
- Arizona,
- Kalifornia.

Autostrada jest ważną arterią komunikacyjną miast:
- Houston – skrzyżowanie z autostradą międzystanową nr 45
- Nowy Orlean – łączy się z autostradą międzystanową nr 55
- San Antonio – skrzyżowanie z autostradą międzystanową nr 35
- El Paso
- Phoenix – łączy się z autostradą międzystanową nr 17
- Los Angeles – skrzyżowanie z autostradą międzystanową nr 15 oraz z autostradą międzystanową nr 5